# Tournoi de clôture du championnat du Costa Rica de football 2009
Navigation
Saison précédente Saison suivante
Le Tournoi Clausura 2009 est le quatrième tournoi saisonnier disputé au Costa Rica.
C'est cependant la 89e fois que le titre de champion du Costa Rica est remis en jeu.
Lors de ce tournoi, le Deportivo Saprissa a tenté de conserver son titre de champion du Costa Rica face aux onze meilleurs clubs costariciens.
Chacun des douze clubs participant au championnat était confronté deux fois aux cinq autres équipes de son groupe et une fois aux six équipes de l'autre groupe. Puis les meilleurs se sont affrontés lors d'une phase finale à la fin de la saison.
Seulement une place était qualificative pour la Ligue des champions de la CONCACAF.

## Les 12 clubs participants
| \| San José: Deportivo Saprissa Universidad AD Carmelita / LD Alajuelense I Brujas Escazu CS Cartagines CS Herediano Liberia Mía Municipal Pérez Zeledon Puntarenas FC AD Ramonense AD San Carlos ——San José ——San José \| Localisation des clubs. |
| San José: Deportivo Saprissa Universidad AD Carmelita / LD Alajuelense I Brujas Escazu CS Cartagines CS Herediano Liberia Mía Municipal Pérez Zeledon Puntarenas FC AD Ramonense AD San Carlos ——San José ——San José                               |

| Club                    | Stade                                   | Capacité | Ville                  |
| AD Carmelita            | Stade Carlos Alvarado                   | 3 000    | Santa Bárbara          |
| LD Alajuelense          | Stade Alejandro Morera Soto             | 17 900   | Alajuela               |
| Brujas Escazu           | Stade Jorge Hernán Monge                | 5 500    | Desamparados           |
| CS Cartagines           | Stade José Rafael Fello Meza Ivankovich | 13 500   | Cartago                |
| CS Herediano            | Stade Eladio Rosabal Cordero            | 8 100    | Heredia                |
| Liberia Mía             | Stade Edgardo Baltodano Briceño         | 6 500    | Liberia                |
| Municipal Pérez Zeledon | Stade Municipal Pérez Zeledón           | 6 000    | San Isidro del General |
| Puntarenas FC           | Stade Lito Pérez                        | 4 100    | Puntarenas             |
| AD Ramonense            | Stade Carlos Roldan                     | 5 000    | San Ramón              |
| AD San Carlos           | Stade Carlos Ugalde Álvarez             | 5 600    | Ciudad Quesada         |
| Deportivo Saprissa      | Stade Ricardo Saprissa                  | 23 100   | San José               |
| Universidad             | Stade Ecológico                         | 1 800    | San José               |

## Compétition
Le tournoi Clausura s'est déroulé de la même façon que les tournois saisonniers précédents, en deux phases :
- La phase de qualification : les seize journées de championnat.
- La phase finale : les matchs aller-retour allant des quarts de finale à la finale.

### Phase de qualification
Lors de la phase de qualification les douze équipes affrontent à deux reprises les équipes de leur groupe et une fois les équipes de l'autre groupe selon un calendrier tiré aléatoirement.
Les équipes sont divisées en deux groupes de six, les meilleures de chaque groupe sont directement qualifiées pour les demi-finales, les deuxièmes et troisièmes se qualifient pour les quarts de finale.
Le classement est établi sur le barème de points classique (victoire à 3 points, match nul à 1, défaite à 0).
Le départage final se fait selon les critères suivants :
- Le nombre de points.
- La différence de buts générale.
- La différence de buts particulière.
- Le nombre de buts marqué.

#### Classement
| Rang | Équipe           | Pts | J  | G | N | P | Bp | Bc | Diff |
| ---- | ---------------- | --- | -- | - | - | - | -- | -- | ---- |
| 1    | Brujas Escazu    | 26  | 16 | 7 | 5 | 4 | 21 | 14 | +7   |
| 2    | Liberia Mía      | 26  | 16 | 7 | 5 | 4 | 19 | 16 | +3   |
| 3    | AD Ramonense (P) | 23  | 16 | 6 | 5 | 5 | 22 | 19 | +3   |
| 4    | Puntarenas FC    | 21  | 16 | 5 | 6 | 5 | 18 | 21 | -3   |
| 5    | AD Carmelita     | 14  | 16 | 3 | 5 | 8 | 14 | 24 | -10  |
| 6    | LD Alajuelense   | 13  | 16 | 3 | 4 | 9 | 14 | 22 | -8   |

| Rang | Équipe                  | Pts | J  | G  | N | P  | Bp | Bc | Diff |
| ---- | ----------------------- | --- | -- | -- | - | -- | -- | -- | ---- |
| 1    | Deportivo Saprissa (T)  | 33  | 16 | 10 | 3 | 3  | 26 | 13 | +13  |
| 2    | CS Herediano            | 30  | 16 | 9  | 3 | 4  | 22 | 15 | +7   |
| 3    | Municipal Pérez Zeledon | 23  | 16 | 6  | 5 | 5  | 19 | 17 | +2   |
| 4    | CS Cartagines           | 23  | 16 | 5  | 8 | 3  | 13 | 11 | +2   |
| 5    | AD San Carlos           | 18  | 16 | 4  | 6 | 6  | 18 | 17 | +1   |
| 6    | Universidad             | 10  | 16 | 3  | 1 | 12 | 11 | 28 | -17  |

| Légende : Qualifications et relégations | Légende : Qualifications et relégations                  |
| --------------------------------------- | -------------------------------------------------------- |
|                                         | Qualifié pour les demi-finales                           |
|                                         | Qualifié pour les quarts de finale                       |
|                                         | (T) : Tenant du titre (P) : Promu de la saison 2007-2008 |

#### Matchs
| Résultats (▼dom., ►ext.)                                   | Alaj | Bruj | Carm | Cart | Here | Águi | Muni | Punt | Ramo | SanC | Sapr | Univ |
| LD Alajuelense                                             |      | 1-2  | 0-0  |      | 1-3  | 1-1  | 0-0  | 3-0  | 0-2  |      | 1-2  |      |
| Brujas Escazu                                              | 2-0  |      | 3-1  | 0-0  |      | 1-1  |      | 4-0  | 1-0  | 1-1  | 0-2  |      |
| AD Carmelita                                               | 1-1  | 1-0  |      |      |      | 0-2  |      | 1-1  | 2-0  | 0-0  |      | 2-1  |
| CS Cartagines                                              | 1-0  |      | 2-0  |      | 0-0  |      | 0-0  | 1-1  |      | 1-0  | 1-1  | 0-0  |
| CS Herediano                                               |      | 1-0  | 1-0  | 3-0  |      | 4-2  | 0-0  | 1-0  |      | 0-0  | 2-1  | 2-0  |
| Liberia Mía                                                | 3-2  | 0-1  | 2-0  | 1-0  |      |      | 2-0  | 0-0  | 3-1  | 1-1  |      |      |
| Municipal Pérez Zeledon                                    |      | 1-0  | 3-2  | 0-1  | 2-1  |      |      | 2-0  |      | 1-1  | 2-3  | 4-0  |
| Puntarenas FC                                              | 0-1  | 3-3  | 2-0  |      |      | 0-0  |      |      | 2-1  | 3-2  | 2-1  | 3-0  |
| AD Ramonense                                               | 1-0  | 1-1  | 5-3  | 2-2  | 3-1  | 0-1  | 2-2  | 1-1  |      |      | 1-0  |      |
| AD San Carlos                                              | 2-3  |      |      | 1-3  | 3-0  |      | 3-1  |      | 0-0  |      | 0-1  | 1-0  |
| Deportivo Saprissa                                         |      |      | 1-1  | 0-0  | 2-1  | 3-0  | 2-0  |      |      | 2-0  |      | 3-1  |
| Universidad                                                | 2-0  | 1-2  |      | 2-1  | 1-2  | 2-0  | 0-1  |      | 0-2  | 0-3  | 1-2  |      |
| - Victoire à domicile - Match nul - Victoire à l'extérieur |      |      |      |      |      |      |      |      |      |      |      |      |

#### Classement cumulatif
| Rang | Équipe                  | Pts | J  | G  | N  | P  | Bp | Bc | Diff |
| ---- | ----------------------- | --- | -- | -- | -- | -- | -- | -- | ---- |
| 1    | Deportivo Saprissa (C)  | 62  | 32 | 18 | 8  | 6  | 56 | 28 | +28  |
| 2    | Brujas Escazu           | 54  | 32 | 15 | 9  | 8  | 54 | 36 | +18  |
| 3    | CS Herediano,           | 52  | 32 | 15 | 7  | 10 | 43 | 35 | +8   |
| 4    | Liberia Mía (C)         | 50  | 32 | 14 | 8  | 10 | 47 | 46 | +1   |
| 5    | Municipal Pérez Zeledon | 49  | 32 | 13 | 10 | 9  | 40 | 34 | +6   |
| 6    | AD San Carlos           | 42  | 32 | 11 | 9  | 12 | 45 | 42 | +3   |
| 7    | Puntarenas FC           | 42  | 32 | 11 | 9  | 12 | 40 | 48 | -8   |
| 8    | LD Alajuelense          | 40  | 32 | 10 | 10 | 12 | 38 | 40 | -2   |
| 9    | CS Cartagines           | 39  | 32 | 8  | 15 | 9  | 29 | 29 | 0    |
| 10   | AD Ramonense (P)        | 38  | 32 | 9  | 11 | 12 | 41 | 50 | -9   |
| 11   | Universidad             | 27  | 32 | 7  | 6  | 19 | 29 | 51 | -22  |
| 12   | AD Carmelita            | 23  | 32 | 3  | 14 | 15 | 35 | 58 | -23  |

| Légende : Qualifications et relégations | Légende : Qualifications et relégations                                                |
| --------------------------------------- | -------------------------------------------------------------------------------------- |
|                                         | Ligue des champions de la CONCACAF 2009-2010 (Phase de groupes)                        |
|                                         | Ligue des champions de la CONCACAF 2009-2010 (Tour préliminaire)                       |
|                                         | Relégué en Segunda División                                                            |
|                                         | (C) : Vainqueur d'un des deux tournois de la saison (P) : Promu de la saison 2007-2008 |

### La phase finale
Les six équipes qualifiées sont réparties dans le tableau final d'après leur classement général, le deuxième affrontant le troisième de l'autre groupe lors des quarts de finale puis les vainqueurs des quarts affrontant les premiers de chaque groupe lors des demi-finales.
En cas d'égalité sur la somme des deux matchs, des prolongations puis une séance de tirs au but ont lieu.

#### Tableau
|  |                         |               |               |               |               |      |   |              |            |            |            |            |  |  |        |        |        |        |        |  |  |
|  | 1/4 de finale           | 1/4 de finale | 1/4 de finale | 1/4 de finale | 1/4 de finale |      |   | 1/2 finale   | 1/2 finale | 1/2 finale | 1/2 finale | 1/2 finale |  |  | Finale | Finale | Finale | Finale | Finale |  |  |
|  |                         |               |               |               |               |      |   |              |            |            |            |            |  |  |        |        |        |        |        |  |  |
|  |                         |               |               |               |               |      |   |              |            |            |            |            |  |  |        |        |        |        |        |  |  |
|  | CS Herediano            | (B2)          | 1             | 2             |               |      |   |              |            |            |            |            |  |  |        |        |        |        |        |  |  |
|  | CS Herediano            | (B2)          | 1             | 2             |               |      |   |              |            |            |            |            |  |  |        |        |        |        |        |  |  |
|  | AD Ramonense            | (A3)          | 0             | 2             |               |      |   |              |            |            |            |            |  |  |        |        |        |        |        |  |  |
|  | AD Ramonense            | (A3)          | 0             | 2             | Brujas Escazu | (A1) | 1 | 1            |            |            |            |            |  |  |        |        |        |        |        |  |  |
|  |                         |               |               |               |               | (A1) | 1 | 1            |            |            |            |            |  |  |        |        |        |        |        |  |  |
|  |                         |               | CS Herediano  | (B2)          | 3             | 3    |   |              |            |            |            |            |  |  |        |        |        |        |        |  |  |
|  |                         |               |               |               |               | 3    |   |              |            |            |            |            |  |  |        |        |        |        |        |  |  |
|  |                         |               |               |               |               |      |   |              |            |            |            |            |  |  |        |        |        |        |        |  |  |
|  |                         |               |               |               |               |      |   |              |            |            |            |            |  |  |        |        |        |        |        |  |  |
|  |                         |               |               |               |               |      |   | CS Herediano | (B2)       | 0          | 0          |            |  |  |        |        |        |        |        |  |  |
|  |                         |               |               |               |               |      |   | CS Herediano | (B2)       | 0          | 0          |            |  |  |        |        |        |        |        |  |  |
|  |                         | Liberia Mía   | (A2)          | 0             | 3             |      |   |              |            |            |            |            |  |  |        |        |        |        |        |  |  |
|  |                         |               |               |               |               |      |   |              |            |            |            |            |  |  |        |        |        |        |        |  |  |
|  |                         |               |               |               |               |      |   |              |            |            |            |            |  |  |        |        |        |        |        |  |  |
|  |                         |               |               |               |               |      |   |              |            |            |            |            |  |  |        |        |        |        |        |  |  |
|  | Deportivo Saprissa      | (B1)          | 1             | 0             |               |      |   |              |            |            |            |            |  |  |        |        |        |        |        |  |  |
|  | Deportivo Saprissa      | (B1)          | 1             | 0             |               |      |   |              |            |            |            |            |  |  |        |        |        |        |        |  |  |
|  |                         |               | Liberia Mía   | (A2)          | 1             | 1    |   |              |            |            |            |            |  |  |        |        |        |        |        |  |  |
|  | Liberia Mía             | (A2)          | Liberia Mía   | (A2)          | 1             | 1    | 2 | 1            |            |            |            |            |  |  |        |        |        |        |        |  |  |
|  | Liberia Mía             | (A2)          |               |               |               |      | 2 | 1            |            |            |            |            |  |  |        |        |        |        |        |  |  |
|  | Municipal Pérez Zeledon | (B3)          | 1             | 0             |               |      |   |              |            |            |            |            |  |  |        |        |        |        |        |  |  |
|  | Municipal Pérez Zeledon | (B3)          | 1             | 0             |               |      |   |              |            |            |            |            |  |  |        |        |        |        |        |  |  |

#### Quarts de finale
| Club         | Aller | Retour | Club                    | Commentaire |
| CS Herediano | 1-0   | 2-2    | AD Ramonense            |             |
| Liberia Mía  | 2-1   | 1-0    | Municipal Pérez Zeledon |             |

#### Demi-finales
| Club               | Aller | Retour | Club         | Commentaire |
| Brujas Escazu      | 1-3   | 1-3    | CS Herediano |             |
| Deportivo Saprissa | 1-1   | 0-1    | Liberia Mía  |             |

#### Finale
| Match aller | Liberia Mía | 0:0 | CS Herediano | Stade Edgardo Baltodano Briceño |
| 24 mai      |             |     |              |                                 |

| Match retour | CS Herediano | 0:3 | Liberia Mía      | Stade Eladio Rosabal Cordero |  |
| 26 mai       |              |     | Buteurs inconnus |                              |  |

## Bilan du tournoi
| Tableau d'Honneur |             |
| Compétition       | Vainqueur   |
| Clausura 2009     | Liberia Mía |

| Qualifications continentales 2009-2010 |                           |
| Ligue des champions                    | Qualifiés                 |
| Phase de groupes                       | Deportivo Saprissa        |
| Tour Préliminaire                      | Liberia Mía CS Herediano, |

| Promotions et relégations   |              |
| Relégué en Segunda División | AD Carmelita |
| Promu de Segunda División   | SD Santos    |